# Uebelmannia pectinifera
 (décembre 2016).
Améliorez-le ou discutez des points à vérifier. 
Espèce
Statut de conservation UICN

 EN B1ab(iii,v) : En danger
Statut CITES
 Uebelmannia pectinifera est une espèce du genre Uebelmannia, de la famille des Cactaceae.

## Description
- Uebelmannia pectinifera est une espèce solitaire et globulaire, devenant colonnaire avec l'âge, elle mesure 0,5 m de hauteur pour 0,15 m de large.
- Les côtes sont au nombre de 15 à 18.
- Les fleurs sont petites (15 mm) et jaunes, en forme d’entonnoir, la floraison est diurne et estivale, elle survient chez les plantes âgées.
- Les fruits sont des baies rouge-verdâtre ; les graines sont petites et noires.

### Coloration
La couleur de l'épiderme de la plante varie selon son exposition : cultivée à l'ombre, elle est verte avec des rayures blanches, exposée au soleil elle apparaît brun-foncé à violacée.

## Répartition
Dans l'état du Minas Gerais au Brésil. De 650 à 1 350 m d'altitude dans la chaîne de montagnes Serra do Espinhaço.

### Habitat
Savane sèche et zones rocheuse.

## Culture
Substrat (un tiers de terreau, de sable et de terre de jardin) additionné à du sable siliceux (30-35 %). Exposition au plein soleil, avec un léger ombrage aux heures les plus chaudes. Beaucoup de chaleur et d'humidité en période estivale (arrosages abondants par temps chaud). Hivernage au chaud et au sec, on évitera de descendre sous les 10 °C. Le seul moyen de reproduction est le semis.

## Sous-espèces
- Uebelmannia pectinifera subsp. pectinifera
0,5 m de hauteur pour environ 18 côtes, partie supérieure des montagnes (vers 1 000 m) ;
- Uebelmannia pectinifera subsp. flavispina
0,35 m de hauteur et jusqu'à 20 côtes, ouest de Diamantina ;
- Uebelmannia pectinifera subsp. horrida
1 m de hauteur, de 23 à 40 côtes, Serra do Espinhaço.

## Étymologie
- Uebelmannia : horticulteur suisse Werner Uebelmann.
- pectinifera : du latin pectinatus (« en forme de peigne »).